# Probaryconus braconidis
Probaryconus braconidis är en stekelart som först beskrevs av Jean Risbec 1950.  Probaryconus braconidis ingår i släktet Probaryconus och familjen Scelionidae. Inga underarter finns listade i Catalogue of Life.